# Sefarvaim
Sefarvaim es una ciudad mencionada en la Biblia que fue capturada por los asirios. Fue conquistada por un rey asirio, probablemente Sargón II, citado en la Biblia hebrea en 2 Reyes 17:24, 31; 18:34; 19:13; e Isaías 37:13). Era una ciudad doble, y por esta razón recibió el nombre de Sefarvaim, que significa "las dos Sipparas", o "las dos ciudades del libro".
El Sippar en la orilla oriental del Éufrates se llama ahora Abu-Habba; el de la otra orilla era Akkad, la antigua capital de Sargón I, donde estableció una gran biblioteca. El reciente descubrimiento de inscripciones cuneiformes en Amarna, Egipto, que consisten en despachos oficiales al faraón Amenofis IV y su predecesor de sus agentes en Canaán, ha llevado a algunos egiptólogos a concluir que se llevó a cabo un intercambio literario activo entre estas naciones, y que el medio de la correspondencia era el idioma y la escritura acadia.
Sefarvaim era el centro del culto al dios Adrammelec. También adoraban al dios Anamelec. Después de la deportación de los israelitas a Asiria, al menos algunos de los residentes de esta ciudad fueron llevados a Samaria para repoblarla con otros colonos gentiles.